# The Actress (film 1913 Miller)
The Actress è un cortometraggio muto del 1913 scritto e diretto da Ashley Miller.

## Produzione
Il film fu prodotto dalla Edison Company.

## Distribuzione
Distribuito dalla General Film Company, il film - un cortometraggio in una bobina - uscì nelle sale cinematografiche statunitensi il 16 dicembre 1913.